# House on the Rock
House on the Rock (dt. Haus auf dem Fels) ist der Name eines Gebäudekomplexes mit markanter Architektur und individuell gestalteten Innen- und Außenbereichen in Spring Green (Wisconsin, USA).
Der Bau des namensgebenden Hauses begann in den 1940er-Jahren auf dem Deer Shelter Rock. Über die Jahre hinweg wurden diesem Kerngebäude verschiedene Anbauten hinzugefügt und nach und nach vergrößert. Die einzelnen Bereiche erhielten unterschiedliche thematische Schwerpunkte und wurden teilweise sehr skurril eingerichtet, was die Anlage im Zeitverlauf zu einer Touristenattraktion machte.

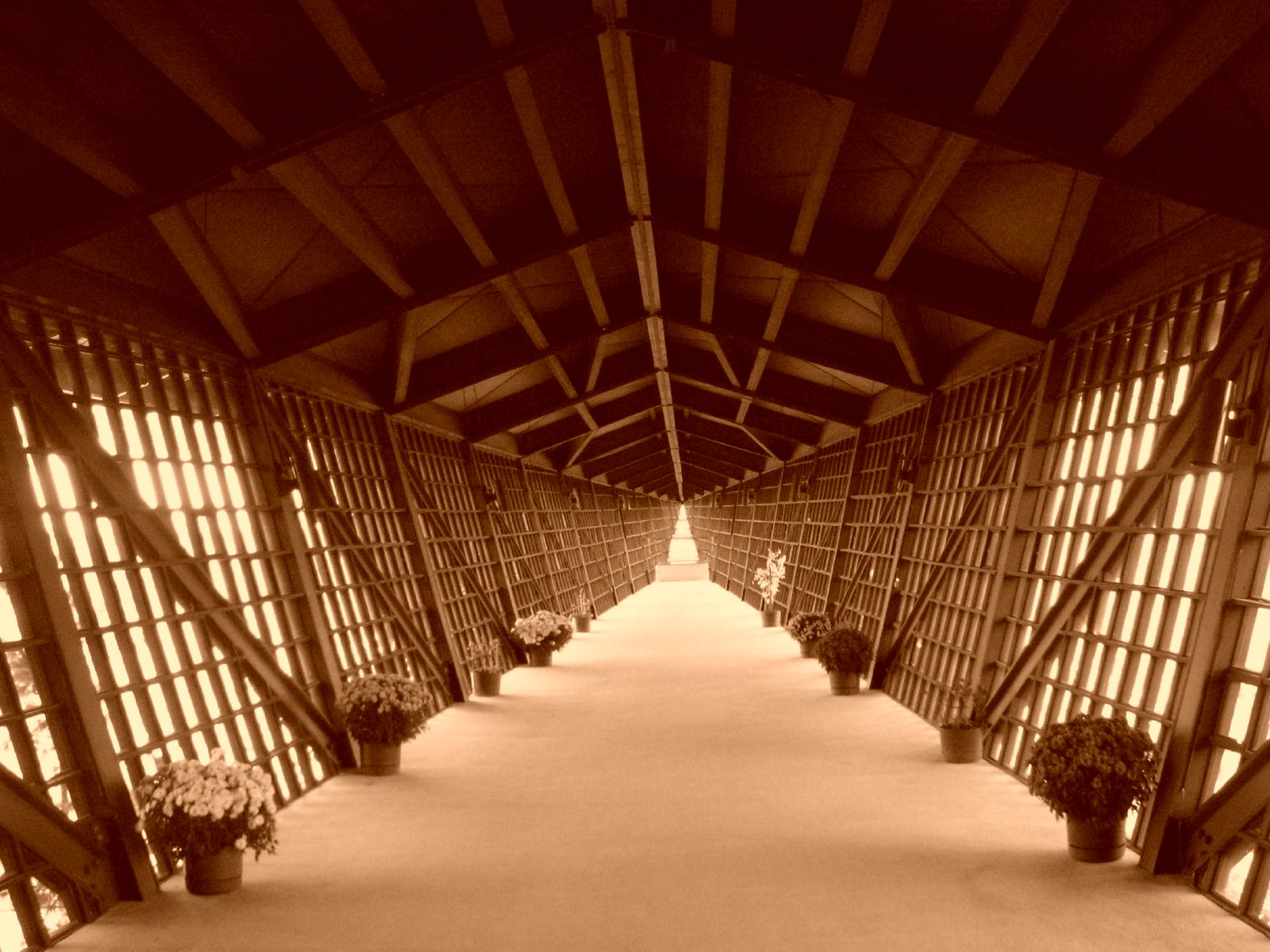
Der Infinity Room

Heute ist das House on the Rock für verschiedene außergewöhnliche Räumlichkeiten bekannt.
- Der Infinity Room (dt. Raum der Unendlichkeit) – ein knapp 70 Meter langer Gang mit über 3000 Fenstern, der ohne Stützpfeiler aus dem Gebäudekomplex hinausragt
- Ein Raum mit dem Namen The Heritage of the Sea (dt. das Erbe des Meeres) – in dem zwischen nautischen Ausstellungsstücken ein Modell den Kampf zwischen einem walähnlichen 60-Meter-Meeresungeheuer und einem Octopus zeigt. Ein Musikautomat mit einem kleinen Octopus spielt den Beatles-Song Octopus's Garden
- Ein Raum namens The Music of Yesterday (dt. Die Musik von gestern), in dem eine riesige Sammlung von Musikautomaten enthalten ist.
- Eine der Hauptattraktionen ist das Karussell mit seinen 20.000 Glühbirnen und den 269 Holzfiguren, unter denen kein einziges Pferd ist. Sein Wert wird auf 4,5 Mio. Dollar geschätzt.